# Scaptochirus moschatus
Scaptochirus moschatus är ett däggdjur i familjen mullvadsdjur och den enda arten i sitt släkte.

## Utseende
Liksom de flesta andra mullvadsdjur har arten en cylindrisk kropp och breda framtassar med klor för att gräva i marken. I motsats till andra mullvadar har den en kortare och bredare nos, större molara tänder och ett mindre antal premolarer. Pälsen har en gråbrun färg. Kroppslängden ligger vid 14 cm och därtill kommer en 1,0 till 1,5 cm lång svans.

## Utbredning, habitat och ekologi
Denna mullvad förekommer i nordöstra Kina i Peking och provinserna Gansu, Hebei, Heilongjiang, Henan, Jiangsu, Liaoning, Inre Mongoliet, Ningxia, Shaanxi, Shandong och Shanxi. Den vistas i regioner med torr och sandig jord. Födan utgörs av daggmaskar och insektslarver.